# Гонець чагарниковий
Гонець чагарниковий (Xenicus longipes) — вимерлий вид горобцеподібних птахів родини стрільцевих (Acanthisittidae).

## Поширення
Вид був ендеміком Нової Зеландії. До появи європейців був досить поширений на архіпелазі. Мав три підвиди на кожному з основних островів Нової Зеландії: Північному, Південному і на острові Стюарт. Через завезення чужорідних хижих ссавців, чисельність птаха почала зменшуватися. До кінця XIX століття вид вже став рідкісним. У 1951 році птаха востаннє спостерігали на острові Стюарт, у 1955 — на Північному острові, в 1968 — на Південному острові, а в 1972 році останні 6 представників виду загинули на крихітному острові Каймоху.

### Підвиди
- X. l. stokesi — Північний острів
- X. l. variabilis — о. Стюарт та сусідні дрібні острови
- X. l. longipes — Південний острів

## Опис
Це дрібні птахи, завдовжки 7-10 см, вагою 16 г, з короткими хвостами і на довгих ніжках. У них були короткі, слабкі крила і вони погано літали. Дзьоб тонкий і довгий. У самців верх голови та маска на лиці були коричневі. Шия, спина, крила і хвіст були оливково-зеленого забарвлення. Надбрівна смуга, горло, груди та черево сірувато-білого відтінку. У самиць все тіло було коричневого кольору, лише черево світло-коричневе.

## Спосіб життя
Птах мешкав у просторих лісах та рідколіссях. Активний вдень. Більшу частину дня проводив на землі у пошуках поживи. Живився комахами та іншими безхребетними. Утворював моногамні пари. Гніздо будували на землі під кущем або скелею. У гнізді було 2-5 яєць.